# Kuolioluoto
Kuolioluoto ou Kallioluoto est une île de l'archipel de Kotka dans le golfe de Finlande en Finlande.

## Géographie
Kuoliuloto ou Kallioluoto dans les anciennes cartes marines est une grande île rocheuse élevée dont la rive nord-ouest est principalement constituée de parcelles privées bâties.
À l'intérieur de l'île, il y a de hautes falaises et des sentiers serpentent sur toute l'île.
Kuoliuloto à une superficie de 68,5 hectares et sa plus grande longueur est de 1,7 kilomètre dans une direction Sud-Nord.